# Jody Craddock
Jody Darryl Craddock (Redditch, 25 juli 1975) is een Engels voormalig voetballer. Hij was een centrale verdediger. Craddock speelde 10 seizoenen voor Wolverhampton Wanderers van 2003 tot 2013, waarvan vier in de Premier League. 

## Carrière
Craddock brak helemaal door als centrale verdediger bij Cambridge United van 1993 tot 1997. In 1997 verhuisde hij naar Sunderland.
In 1999 verzekerde Craddock zich met Sunderland van promotie naar de Premier League. Craddock speelde zes seizoenen voor The Black Cats. In 2003 verruilde hij Sunderland voor Wolverhampton Wanderers, dat op dat moment in de Premier League uitkwam. Wolves betaalde £ 1.750.000 ,- voor Craddock. Wolverhampton Wanderers zou echter degraderen aan het einde van het seizoen 2003/04. Vervolgens moest men vijf jaar wachten op een volgende promotie. 
In het seizoen 2008/09 won Craddock de Championship met Wolverhampton Wanderers onder trainer Mick McCarthy.
Wolverhampton Wanderers degradeerde opnieuw uit de Premier League in 2012. Hij speelde dat seizoen amper en beëindigde zijn loopbaan een jaar later.

## Erelijst
| Competitie                   |            |            |
| Competitie                   | Aantal     | Jaren      |
| Sunderland                   | Sunderland | Sunderland |
| ---------------------------- | ---------- | ---------- |
| Football League Championship | 1×         | 1998/99    |
| Wolverhampton Wanderers      |            |            |
| Football League Championship | 1×         | 2008/09    |